# Báltica (cerveza)
Báltica Dry, o simplemente Báltica, es una marca de cerveza chilena, del tipo lager, perteneciente a Cervecería AB InBev Chile. Actualmente es vendida en Chile y Bolivia. 

## Historia
Fue lanzada en 1993 por Cervecería Chile S.A., entonces propiedad de la argentina Quilmes. En 2006 Quilmes fue adquirida por el grupo belga Anheuser-Busch InBev (AB InBev), pasando Cervecería Chile a ser propiedad de esta última. En 2020 la Cervecería AB InBev Chile firmó un acuerdo con las embotelladoras locales de Coca-Cola, Embonor y Andina, para que estas últimas distribuyan sus marcas de cerveza en Chile, incluyendo Báltica, por un periodo de cinco años.
La marca Báltica ha sido comercializada en otros países sudamericanos. En 1994 comenzó a ser vendida en Uruguay por Fábricas Nacionales de Cerveza (FNC), convirtiéndose «en la primera cerveza chilena en ser producida y comercializada bajo licencia en el exterior». Actualmente, Báltica es producida y vendida en Bolivia por Cervecería Boliviana Nacional (CBN), también parte del holding AB InBev, aunque con una imagen corporativa distinta a la producida en Chile.

## Características
Su grado alcohólico es elevado, con 5,8°, y es del tipo lager fuerte.
Es una cerveza popular en Chile de bajo costo.

## Cultura popular
En la cultura popular, ha recibido el apodo de «Baltiloka», e incluso se compuso una canción bajo dicho nombre.
Produciendo la peor caña de la historia.